# Evolução do Colégio dos Cardeais sob o pontificado de Leão X
Abaixo está a evolução do colégio de cardeais durante o pontificado de Leão X e a subsequente vaga vaga .

## Composição para consistório
| Consistóro                     | 1513 | 1521-22 |
| ------------------------------ | ---- | ------- |
| Dezembro 1477                  | 1    |         |
| Consistórios de Sisto IV       | 1    |         |
| Março 1489                     | 2    |         |
| Consistórios de Inocêncio VIII | 2    |         |
| Setembro 1493                  | 4    | 3       |
| Maio 1494                      | 1    |         |
| Janeiro 1495                   | 2    |         |
| Março 1500                     | 1    | 1       |
| Setembro 1500                  | 3    |         |
| Maio 1503                      | 4    | 2       |
| Consistórios de Alexandre VI   | 15   | 6       |
| Novembro 1503                  | 1    | 1       |
| Dezembro 1505                  | 5    | 1       |
| Dezembro 1506                  | 1    |         |
| Maio 1507                      | 1    |         |
| Setembro 1507                  | 1    |         |
| Março 1511                     | 8    | 5       |
| Consistórios de Júlio II       | 17   | 7       |
| Setembro 1513                  |      | 3       |
| Setembro 1515                  |      | 1       |
| Dezembro 1515                  |      | 1       |
| Julho 1517                     |      | 28      |
| Março 1518                     |      | 1       |
| Maio 1518                      |      | 1       |
| Agosto 1520                    |      | 1       |
| Consistórios de Leão X         |      | 36      |
| Total                          | 35   | 49      |

## Evolução durante o pontificado
| Data                   | Evento                                                                       | Total |
| ---------------------- | ---------------------------------------------------------------------------- | ----- |
| 4 de março de 1513     | Abertura do Conclave de 1513                                                 | 35    |
| 9 de março de 1513     | Eleição Papal do Cardeal Giovanni Lorenzo de’ Medici com o nome de Leão X    | 34    |
| 23 de setembro de 1513 | criação de 4 Cardeais                                                        | 38    |
| 23 de setembro de 1513 | Lorenzo Pucci                                                                | 38    |
| 23 de setembro de 1513 | Giulio de 'Medici (Futuro Papa Clemente VII)                                 | 38    |
| 23 de setembro de 1513 | Bernardo Dovizi                                                              | 38    |
| 23 de setembro de 1513 | Inocêncio Cybo                                                               | 38    |
| 9 de novembro de 1513  | Morte do Cardeal Robert Guibé (53 anos)                                      | 37    |
| 14 de julho de 1514    | Morte do Cardeal Christopher Bainbridge (50 anos)                            | 36    |
| 15 de agosto de 1514   | Morte do Cardeal Carlo Domenico del Carretto (60 anos)                       | 35    |
| 14 de dezembro de 1514 | Morte do Cardeal Guillaume Briçonnet (69 anos)                               | 34    |
| 10 de setembro de 1515 | criação de 1 Cardeais                                                        | 35    |
| 10 de setembro de 1515 | Thomas Wolsey                                                                | 35    |
| 14 de dezembro de 1515 | criação de 1 Cardeais                                                        | 36    |
| 14 de dezembro de 1515 | Adrian Gouffier de Boissy                                                    | 36    |
| 18 de julho de 1516    | Morte do Cardeal Marco Vigerio della Rovere, O.F.M.Conv. (70 anos)           | 35    |
| 7 de agosto de 1516    | Morte do Cardeal Federico di Sanseverino (54 anos)                           | 34    |
| 8 de março de 1517     | Morte do Cardeal Sisto Gara della Rovere (44 anos)                           | 33    |
| 15 de março de 1517    | Morte do Cardeal Jaime Serra i Cau (90 anos)                                 | 32    |
| 1 de abril de 1517     | criação de 2 Cardeais                                                        | 34    |
| 1 de abril de 1517     | Antoine Bohier Du Prat, O.S.B.                                               | 34    |
| 1 de abril de 1517     | Guillaume de Croÿ                                                            | 34    |
| 1 de julho de 1517     | criação de 31 Cardeais                                                       | 65    |
| 1 de julho de 1517     | Francesco Conti                                                              | 65    |
| 1 de julho de 1517     | Giovanni Piccolomini                                                         | 65    |
| 1 de julho de 1517     | Giovanni Domenico de Cupis                                                   | 65    |
| 1 de julho de 1517     | Niccolò Pandolfini                                                           | 65    |
| 1 de julho de 1517     | Raffaello Petrucci                                                           | 65    |
| 1 de julho de 1517     | Andrea della Valle                                                           | 65    |
| 1 de julho de 1517     | Bonifacio Ferrero                                                            | 65    |
| 1 de julho de 1517     | Giovanni Battista Pallavicino                                                | 65    |
| 1 de julho de 1517     | Scaramuccia Trivulzio                                                        | 65    |
| 1 de julho de 1517     | Pompeo Colonna                                                               | 65    |
| 1 de julho de 1517     | Domenico Giacobazzi                                                          | 65    |
| 1 de julho de 1517     | Louis de Bourbon de Vendôme                                                  | 65    |
| 1 de julho de 1517     | Lorenzo Campeggio                                                            | 65    |
| 1 de julho de 1517     | Ferdinando Ponzetta                                                          | 65    |
| 1 de julho de 1517     | Luigi de' Rossi                                                              | 65    |
| 1 de julho de 1517     | Silvio Passerini                                                             | 65    |
| 1 de julho de 1517     | Francesco Armellini de' Medici                                               | 65    |
| 1 de julho de 1517     | Adriaan van Utrecht (Futuro Papa Adriano VI)                                 | 65    |
| 1 de julho de 1517     | Tomás Caetano, O.P.                                                          | 65    |
| 1 de julho de 1517     | Egídio de Viterbo, O.S.A.                                                    | 65    |
| 1 de julho de 1517     | Cristoforo Numai, O.F.M.                                                     | 65    |
| 1 de julho de 1517     | Gualterio Raimundo de Vich                                                   | 65    |
| 1 de julho de 1517     | Franciotto Orsini                                                            | 65    |
| 1 de julho de 1517     | Paolo Emilio Cesi                                                            | 65    |
| 1 de julho de 1517     | Alessandro Cesarini                                                          | 65    |
| 1 de julho de 1517     | Giovanni Salviati                                                            | 65    |
| 1 de julho de 1517     | Niccolò Ridolfi                                                              | 65    |
| 1 de julho de 1517     | Ercole Rangoni                                                               | 65    |
| 1 de julho de 1517     | Agostino Trivulzio                                                           | 65    |
| 1 de julho de 1517     | Francesco Pisani                                                             | 65    |
| 1 de julho de 1517     | Afonso de Portugal                                                           | 65    |
| 16 de julho de 1517    | Morte do Cardeal Alfonso Petrucci (26 anos)                                  | 64    |
| 8 de novembro de 1517  | Morte do Cardeal Francisco Jiménez de Cisneros, O.F.M. (81 anos)             | 63    |
| 5 de fevereiro de 1518 | Morte do Cardeal Francisco de Remolins (56 anos)                             | 62    |
| 24 de março de 1518    | criação de 1 Cardeais                                                        | 63    |
| 24 de março de 1518    | Albrecht von Brandenburg                                                     | 63    |
| 29 de março de 1518    | Morte do Cardeal Bandinello Sauli (24 anos)                                  | 62    |
| 28 de maio de 1518     | criação de 1 Cardeais                                                        | 63    |
| 28 de maio de 1518     | João de Lorena                                                               | 63    |
| 17 de setembro de 1518 | Morte do Cardeal Niccolò Pandolfini (78 anos)                                | 62    |
| 21 de janeiro de 1519  | Morte do Cardeal Luís de Aragão (44 anos)                                    | 61    |
| 2 de junho de 1519     | Morte do Cardeal Filipe de Luxemburgo (74 anos)                              | 60    |
| 20 de agosto de 1519   | Morte do Cardeal Luigi de' Rossi (45 anos)                                   | 59    |
| 9 de setembro de 1519  | Morte do Cardeal René de Prie (68 anos)                                      | 58    |
| 27 de novembro de 1519 | Morte do Cardeal Antoine Bohier Du Prat, O.S.B. (59 anos)                    | 57    |
| 9 de agosto de 1520    | criação de 1 Cardeais                                                        | 58    |
| 9 de agosto de 1520    | Eberhard von der Mark                                                        | 58    |
| 3 de setembro de 1520  | Morte do Cardeal Ippolito d'Este (41 anos)                                   | 57    |
| 17 de Setembro de 1520 | Morte do Cardeal Leonardo Grosso della Rovere (56 anos)                      | 56    |
| 9 de novembro de 1520  | Morte do Cardeal Bernardo Dovizi (50 anos)                                   | 55    |
| 20 de dezembro de 1520 | Morte do Cardeal Amanieu d'Albret (42 anos)                                  | 54    |
| 6 de janeiro de 1521   | Morte do Cardeal Guillaume de Croÿ (23 anos)                                 | 53    |
| 11 de junho de 1521    | Morte do Cardeal Tamás Bakócz (79 anos)                                      | 52    |
| 29 de junho de 1521    | Morte do Cardeal Francesco Conti (50 anos)                                   | 51    |
| 9 de julho de 1521     | Morte do Cardeal Raffaele Riario (61 anos)                                   | 50    |
| 1 de dezembro de 1521  | Morte do Papa Leão X (45 anos)                                               | 50    |
| dezembro de 1521       | Morte do Cardeal Adriano Castellesi (68 anos)                                | 49    |
| 27 de dezembro de 1521 | Abertura do Conclave de 1521-1522                                            | 49    |
| 9 de janeiro de 1522   | Eleição Papal do Cardeal Adriaan Florenszoon Böyens com o nome de Adriano VI | 48    |